# The Fountain in the Park
"The Fountain in the Park", nota anche come "While Strolling Through (o Thru) the Park One Day", è una canzone di Ed Haley, membro del gruppo di vaudeville degli Haley Brothers. Alcuni autori ritengono che la canzone sia stata scritta da Robert A. Keiser, (uno dei tanti soprannomi di Robert A. King), al quale Haley l'aveva dedicata. La canzone fu pubblicata nel 1884 da Willis Woodward & Co. di New York, ma risale al 1880 circa. È nota soprattutto per il testo “While strolling through the park one day, in the merry merry month of May” (Mentre passeggiava nel parco un giorno, nell'allegro mese di maggio) ed è stata inserita in numerosi film, tra cui Strike Up the Band (1940), in cui era cantata da Judy Garland.
Già nel 1938 Shep Fields e la sua Rippling Rhythm Orchestra registrarono la canzone come un fox trot di Swing Jazz intitolato In the Merry Month of May per la Bluebird Records (#B-7606, 1938) con la partecipazione del giovane fisarmonicista John Serry Sr.
Bing Crosby incluse la canzone in un medley nel suo album 101 Gang Songs (1961).

## Apollo 17
Alcune battute di “The Fountain in the Park” sono state cantate sulla Luna dagli astronauti della NASA Harrison Schmitt e Eugene Cernan durante la missione Apollo 17. Schmitt ha iniziato cantando “I was strolling on the Moon one day...” e Cernan si è unito a lui. Schmitt iniziò cantando “Un giorno passeggiavo sulla Luna...” e Cernan si unì a lui. Tuttavia, Cernan ha mantenuto l'originale “allegro mese di maggio”, mentre Schmitt ha cantato “dicembre”, che era la data effettiva all'epoca. Dopo una breve discussione, Schmitt ha ripreso a cantare “When much to my surprise, a pair of bonny eyes...” prima di canticchiare le note. Pochi istanti dopo, il comunicatore della capsula Robert A. Parker si è collegato da Houston, dicendo: “Mi dispiace, ragazzi, ma oggi potrebbe essere dicembre”.
Potreste ascoltare il brano "In the Merry Month of May" eseguito dalla Shep Fields Rippling Rhythm Orchestra con il fisarmonicista John Serry Sr. nel 1938. Here on DAHR

## Film
- The Hollywood Revue of 1929 (1929)
- Caught Plastered (1931)
- La casa della 56ª strada (1933)
- Sigillo segreto (1937)
- Idiot's Delight (1939)
- Follie sul ghiaccio (1939)
- Strike Up the Band (1940)
- The Strawberry Blonde (1941)
- Unexpected Uncle (1941)
- Yankee Doodle Dandy (1942)
- Gentleman Jim (1942)
- ''Strolling Thru the Park'' (corto con tre coppie che ballano al ritmo) (1943)
- Heaven Can Wait (1943)
- Show Business (1944)
- Lake Placid Serenade (1944)
- I Wonder Who's Kissing Her Now (1947)
- April Showers (1948)
- Mr. Belvedere Rings the Bell (1951)
- Million Dollar Mermaid (1952)
- The FBI Story (1959)
- Arabesque (1966)
- Oh! What a Lovely War (1969)

## TV and Animation
- Mickey Mouse cortometraggio I favolosi anni di fine secolo
- Tom & Jerry cortometraggio Baby Puss
- Bugs Bunny cortometraggi Elmer's Pet Rabbit e Bushy Hare
- Pepé Le Pew cortometraggi Scentimental Romeo e Heaven Scent
- I Love Lucy episodio Pioneer Women.
- The Simpsons episodi "Treehouse of Horror III" e "Brother's Little Helper"
- Shining Time Station episodio "Schemer's Robot"
- The Magic School Bus episodi "Inside Ralphie" e "Goes to Seed"
- The Real Ghostbusters episodio "Very Beast Friends"
- Alvin and the Chipmunks hanno ripreso la canzone per il loro album del 1962 The Chipmunk Songbook
- Top Cat episodio "The Missing Heir"
- The Flintstones episodio "The Hot Piano"
- The Honeymooners episodio "Life Upon the Wicked Stage"
- Usato come sottofondo musicale nell'episodio degli Animaniacs “Emergenza vasino”.
- Sabrina: The Animated Series episodio “Xabrina: Principessa guerriera”
- Usato strumentalmente come leitmotiv ogni volta che l'eccentrico vecchio signore appare inaspettatamente nel cortometraggio delle Merrie Melodies The Dover Boys (1942).
- Cassie in Dragon Tales nell'episodio “I Believe in Me” (dalla prima metà di “I Believe in Me/Bye-Bye Baby Birdie”) della seconda stagione (anche se lo chiama “ While Strolling Dragon Land One Day”, cantato sulle note di questa canzone) (2001).
- Kermit the Frog in Muppets Tonight (Episode 203: Heather Locklear)